# 이케다 요시카쓰
이케다 요시카쓰(일본어: 池田由勝, 1674년 ~ 1704년 9월 14일)는 에도 시대 전기의 오카야마번 가로이다. 아마키 이케다가 제4대 당주. 선대 당주 이케다 요시타카의 장남이다. 모친은 미쓰(사이토 구에몬의 딸)이다.
아코 사건의 주모자 오이시 요시오는 요시카쓰의 고종사촌으로 아코 사건의 연좌로 아마키가는 2천석이 삭감되었다.